# Apollo–10,5: Űrkorszaki gyerekkor
Az Apollo–10,5: Űrkorszaki gyerekkor (eredeti cím: Apollo 10 1⁄2: A Space Age Childhood) 2022-es amerikai számítógépes animációs filmvígjáték-dráma, amely az Apollo-11 holdraszállását megelőző események idején játszódik. A film forgatókönyvírója, rendezője és társproducere Richard Linklater. A szereplők eredeti hangjait Glen Powell, Jack Black, Zachary Levi és Josh Wiggins kölcsönzi.
Világpremierje 2022. március 13-án volt a South by Southwest rendezvényen, majd 2022. március 24-én került a mozikba. A Netflixen április 1-jén jelent meg. Általánosságban pozitív véleményeket kapott a kritikusoktól, dicsérve a forgatókönyvet, a látványt és a nosztalgikus hangulatot.

## Cselekmény
Amikor Neil Armstrong, Buzz Aldrin és Michael Collins űrhajósok 1969 nyarán az Apollo-11 űrmisszió részeként leszálltak a Holdra, az nem csak a legénység és az irányítóközpont számára volt nagy pillanat. A tízéves űrrajongó Stanleyszüleivel és öt idősebb testvérével a texasi Houston egyik külvárosában él, közel a NASA-hoz.
Mivel az első generációs holdkomp túl kicsi, a NASA ügynökei, Bostick és Kranz felfogadják Stant. Egy szigorúan titkos küldetés keretén belül a Holdra viszik, hogy az Apollo-11-et biztonságosan elindíthassák a holdkomp nagy változatával a fedélzetén. A negyedikes diák éppen megfelelő testméretű a feladathoz. Mivel a tanév véget ért, rövid távollétét egy ösztöndíj elnyerésével magyarázzák. Titoktartásra esküdött fel, ezért még a szüleinek és a testvéreinek sem beszélhet küldetéséről.
Miközben világszerte több száz millió ember nézi a Holdra szállást a televízióban, Stan a saját küldetése után végül átalussza ezt a nagy pillanatot.

## Szereplők
| Szerep          | Eredeti hang        | Magyar hang   |
| --------------- | ------------------- | ------------- |
| fiatal Stanley  | Milo Coy            | Vida Bálint   |
| felnőtt Stanley | Jack Black          | Miller Zoltán |
| Bostick         | Glen Powell         | Zámbori Soma  |
| Kranz           | Zachary Levi        | Széles Tamás  |
| Steve           | Josh Wiggins        | Kenéz Ágoston |
| Anya            | Lee Eddy            | Pokorny Lia   |
| Apa             | Bill Wise           | Kardos Róbert |
| Vicky           | Natalie L'Amoreaux  | Széles Flóra  |
| Jana            | Jessica Brynn Cohen | Dér Marus     |
| Greg            | Sam Chipman         | Gáll Dávid    |
| Stephanie       | Danielle Guilbot    | Stern Hanna   |

## Díjak és jelölések
| Díj                                           | Időpont            | Kategória               | Átvevő(k)                         | Eredmény | Forrás |
| --------------------------------------------- | ------------------ | ----------------------- | --------------------------------- | -------- | ------ |
| Washington D.C. Area Film Critics Association | 2022. december 22. | Legjobb animációs film  | Apollo–10,5: Űrkorszaki gyerekkor | Jelölve  | [ 7 ]  |
| Chicago Film Critics Association              | 2022. december 14. | Legjobb animációs film  | Apollo–10,5: Űrkorszaki gyerekkor | Jelölve  | [ 8 ]  |
| St. Louis Gateway Film Critics Association    | 2022. december 18. | Legjobb animációs film  | Apollo–10,5: Űrkorszaki gyerekkor | Jelölve  | [ 9 ]  |
| San Francisco Bay Area Film Critics Circle    | 2023. január 9.    | Legjobb animációs film  | Apollo–10,5: Űrkorszaki gyerekkor | Jelölve  | [ 10 ] |
| Austin Film Critics Association               | 2023. január 10.   | Legjobb animációs film  | Apollo–10,5: Űrkorszaki gyerekkor | Jelölve  | [ 11 ] |
| Austin Film Critics Association               | 2023. január 10.   | Legjobb Austin-i film   | Apollo–10,5: Űrkorszaki gyerekkor | Jelölve  | [ 11 ] |
| Georgia Film Critics Association              | 2023. január 13.   | Legjobb animációs film  | Apollo–10,5: Űrkorszaki gyerekkor | Jelölve  | [ 12 ] |
| Online Film Critics Society                   | 2023. január 23.   | Legjobb animációs film  | Apollo–10,5: Űrkorszaki gyerekkor | Jelölve  | [ 13 ] |
| Houston Film Critics Society                  | 2023. február 18.  | Legjobb animációs film  | Apollo–10,5: Űrkorszaki gyerekkor | Jelölve  | [ 14 ] |
| Houston Film Critics Society                  | 2023. február 18.  | Texas Független Filmdíj | Apollo–10,5: Űrkorszaki gyerekkor | Elnyerte | [ 14 ] |

## Fordítás
- Ez a szócikk részben vagy egészben  az   Apollo 10 1⁄2: A Space Age Childhood című angol Wikipédia-szócikk fordításán alapul.  Az eredeti cikk szerkesztőit annak laptörténete sorolja fel. Ez a jelzés csupán a megfogalmazás eredetét és a szerzői jogokat jelzi, nem szolgál a cikkben szereplő információk forrásmegjelöléseként.